# Cabergkanaal
Het Cabergkanaal was een geprojecteerd kanaal dat het Belgische Albertkanaal met het Nederlandse Julianakanaal moest gaan verbinden ten noorden van de Maastrichtse wijken Caberg en Oud-Caberg. De aanleg van het kanaal werd in 1863 in een traktaat vastgelegd. In 1961 werd het traktaat omgezet in een verdrag.
Vanaf het begin van de 21e eeuw wilden de gemeenten Maastricht en Lanaken van het verdrag af, aangezien op de plek waar het kanaal was gepland geen andere ontwikkelingen mogelijk waren. Deze plek wilden beide buurgemeenten gebruiken voor economische ontwikkelingen. De Belgische stad Luik was echter bang dat ze, bij het schrappen van de aanleg van het kanaal, in de toekomst niet meer goed bereikbaar zou zijn voor grote schepen.
Op 27 februari 2013 werd er een definitief verdrag ondertekend waarin beide landen aangaven niet meer verder te gaan met de plannen voor het Cabergkanaal. De redenen hiervoor waren vierledig:
- De aanleg zou een tienvoud kosten van de winst die het op zou leveren.
- Er was tussen het Julianakanaal en het Albertkanaal een hoogteverschil dat alleen maar met een sluis te overwinnen viel.
- Het kanaal stond de ontwikkeling van het grensoverschrijdende bedrijventerrein Lanakerveld in de weg.
- Met de aanleg van een vierde sluis voor schepen tot een tonnage van 9000 ton in het Kanaal van Ternaaien, gereed gekomen in het najaar van 2015, is er een vaarweg geschapen voor dergelijke schepen tussen het Albertkanaal en het Julianakanaal.